# گیبی‌بیت
گیبی‌بیت یک ضریبی از واحد بیت است که برای انبارش داده کامپیوتری استفاده می‌شود. پیشوند گیبی به معنی ۲۳۰ می‌باشد در نتیجه یک گیبی‌بیت، ۱٬۰۷۳٬۷۴۱٬۸۲۴ بیت خواهد بود. علامت گیبی‌بیت، Gibit است.
این واحد توسط کمیسیون الکتروتکنیکی بین‌المللی (آی‌ئی‌سی) ثبت شد و از طرف تمامی سازمان‌های اصلی مورد قبول واقع گردید. گیبی‌بیت طراحی شده بود تا جایگزین گیگابیت، به معنی ۱۰۹ بیت، شود.
۱ گیبی‌بیت = ۲۳۰ بیت = ۱۰۲۴ مبی‌بیت 
پیشوند گیبی یک تک‌واژ چندوجهی می‌باشد که از واژگان گیگا (میلیارد) و باینری (دودویی) مشتق شده است.
پیشوندهای دودویی و به تبع آن گیبی‌بیت جزو دستگاه بین‌المللی یکاها (آی‌اس‌کیو) هستند ولی در دستگاه بین‌المللی یکاها (اس‌آی) نیامده‌اند.